# Guillaume de Groot
Guillaume de Groot, född 1839 i Bryssel, död 1922, var en belgisk skulptör.
de Groot gav uppslaget till de sedan så moderna arbetarbilderna i skulpturen med sin kolossalstaty Industrien (i bangården i Tournai 1881). Bland hans övriga verk märks bronsstatyn Arbetet i Bryssels museum, Konstens genius på tornet av konstpalatset där, porträttbyster med mera. 